# Theodor Duesterberg

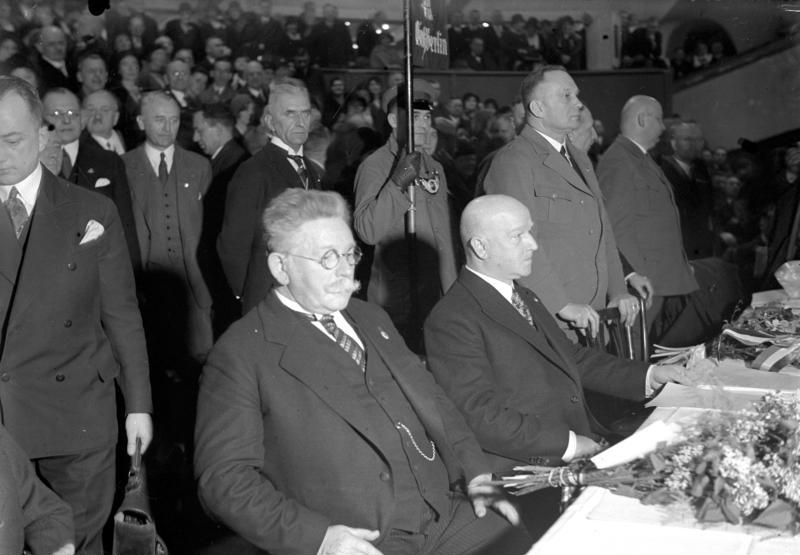
Theodor Duesterberg (sittande till höger) tillsammans med Alfred Hugenberg vid ett möte med Tysknationella folkpartiet i mars 1932.

Theodor Duesterberg, född 19 oktober 1875 i Darmstadt, Tyskland, död 4 november 1950 i Hameln, Västtyskland, var en tysk politiker, tillhörig Tysknationella folkpartiet (Deutschnationale Volkspartei, DNVP). Han var även en av ledarna för Stahlhelm, Bund der Frontsoldaten.